# Мангареванский язык
Мангарева́нский язык или мангарева (мангар. te reo mangareva) — полинезийский язык, распространённый на острове Мангарева и соседних островах (Акамару, Тараваи, Аукена и т.д). Мангареванский язык близко родственен с маркизским. В 1987 году на мангареванском говорило 1600 человек. Большинство из них проживало в посёлке Рикитеа.

## Общая информация
Мангарева происходит от maga - гора и reva - движущаяся местность. Так называется гора и крупнейший остров, на котором она расположена, в составе островов Гамбье. 

## Генеалогическая информация
Мангареванский - это один из маркизийских языков (наряду с гавайским и маркизским языками), относящихся к полинезийской подгруппе океанийской зоны восточно-малайско-полинезийской ветви австронезийской семьи языков. 

## Социолингвистическая информация
Мангареванский язык находится под серьезной угрозой исчезновения. По данным на 2011 год у него оставалось всего 600 носителей. По данным Institut Statistique de Polynésie Française на 2017 год лишь четверть взрослого населения говорит дома на мангарева, большая же часть - на французском. 

## Типологическая характеристика
Базовый порядок слов мангареванского языка - VSO. Грамматический строй - аналитический. Например:
E akaaroha ana te akariki ki tona hu.
PRS love PRS ART king ACC 3P.POSS people
'Король любит свой народ'
По этому же примеру мы можем видеть, что мангареванскому присущ номинативный строй ролевой кодировки, ведь "король" не имеет никакого эргативного предлога. С непереходным глаголом предложение будет такое:
E moe ana te akariki.
PRS sleep PRS ART king
'Король спит'
В посессивной группе посессор может находиться как после, так и перед обладаемым и он всегда будет стоять в родительном падеже (что свидетельствует о зависимостной ролевой кодировке). 
- Если он находится после, то он стоит в родительном падеже (с предлогом "no"):

te takao no te hu
ART speech of ART human
'речь человека'
- В случае же, если перед, артикль, определяющий обладаемого(-ое), сливается с "no":

to te hu takao
ART.of ART human speech
'человеческая речь'
В предикативной группе как прямое, так и непрямое дополнения стоят в винительном падеже (предлог "ki"), например:
Ku apai mai ko Tupa ki te tumei ki te hu Mangareva.
PERF carry ALL ART Tupa ACC ART breadfruit ACC ART people Mangarevan
'Тупа принес хлебное дерево мангареванцам'
Это свидетельствует о зависимостной ролевой кодировке в предикативной группе.
Словоизменение в этом языке развито минимально:
1) Существует незначительное число суффиксов, как, например, -ga/-raga, образующий из глаголов или прилагательных существительные.
kume - kumega (поднимать - предположение)
paoa - paoaraga (бедный - бедность)
2) Повторение основы часто применяется для придания "силы" значению слова, к примеру, для выражения повторяемости, как в takao - takaokao (слово - бормотание). Часто повторение имеет уменьшительную функцию, как в manu - manumanu (птица - птичка/насекомое).
3) Также очень хорошо развито корнесложение:
aka (внимательно) + nana (смотреть) = akanana (смотреть внимательно, всматриваться)

## Фонетика и орфография
Мангареванский язык обладает всего 14-ю фонемами и стольким же числом букв в его алфавите:
| A a | E e | G g | H h | I i | K k | M m |
| [a] | [e] | [ŋ] | [ʔ] | [i] | [k] | [m] |
| N n | O o | P p | R r | T t | U u | V v |
| [n] | [o] | [p] | [r] | [t] | [u] | [v] |

Слог в этом языке обязан быть открытым, зияние внутри слова не стягивается (e.g. koe - ты). На стыке же слов возможна элизия (e.g. to oka > t'oka).

## Грамматика

### Существительное
Ввиду отсутствия именного словоизменения, как роли в предложении, так и число выражаются вспомогательными словами (зачастую предлогами). Например, te motua, отец, будет склоняться следующим образом:
| Падеж\число   | Единственное   | Множественное      |
| Именительный  | te motua       | te mau motua*      |
| Родительный   | no te motua    | no te mau motua    |
| Дательный     | i te motua     | i te mau motua     |
| Винительный   | ki te motua    | ki te mau motua    |
| Звательный    | e te motua     | e te mau motua     |
| Отложительный | na/no te motua | na/no te mau motua |

*существует множество способов выражения множественного числа, например, na motua, ko ua te motua (при "ko" предлоги "i" и "ki" обретут в конце -а, например, kia ko ua te motua)
Имена собственные имеют артикль ko, но опускают его в косвенных падежах. Например, ko Petero - Петр, ia Petero - Петру.

### Артикль
Система артиклей в мангареванском языке куда сложнее, чем в индоевропейских языках. У имен нарицательных и собственных артикли немного различаются.
Для имен нарицательных неопределенным артиклем будет е, как в e tagata - один мужчина. Также этот артикль используется в качестве звательного падежа и может ставиться в любом месте - e Motua/ Motua e/ e Motua e/ e te Motua e - Отче! И иногда он обозначает указание, Е tagata riria - Это плохой человек. Определенным же артиклем является te, как в te hare - этот дом. Сложный артикль ko te задает тему предложения или аналогичен нашему "это", например: 
Ko=te hare ra, ka papare.
ART house but, IMP close
'Что насчет дома, закрой его'
Ko=te hare tenei.
ART house DEM
'Это тот самый дом' 
Ko a (или просто а) используется в вопросах и восклицаниях, например, А hare? - Это тот самый дом? или А Motua! - Вот он, отец!
При именах собственных и личных местоимениях используются a, ko, ko a без особых различий в значении. A/ko/ko a Petero - Петр. Ko koe - ты.
Также существует особая форма артикля, которая ставится при объекте посессивности, когда посессор становится между ним и артиклем. Например, можно сказать te takao no te hu - речь человека, а можно to te hu takao (аналогично древнегреческому ὁ τοῦ ἀνθρώπου λόγος) - человеческая речь. Во втором случае te no заменяется на to.
С супругами и пищей вместо to говорят ta. Например, ta (koe) kai - твоя еда (слово koe в таких случаях можно опустить и просто оставить ta kai).

### Прилагательное
Прилагательное всегда ставится после существительного, например, e tagata porotu - досл. мужчина хороший.
Дупликация основы усилит значение: e tagata poroturotu - прекрасный мужчина.
Степеней сравнения нет. Некоторый отдаленный аналоги суперлатива возможно образовать при помощью -nunui (porotu - porotununui).

### Местоимение
Личное местоимение мангареванского языка имеет три лица, три числа и категорию инклюзивности (для 1.л. ед./дв.ч.).
| лицо\число | Ед.     | Дв.   | Мн.   |
| 1 экскл.   | au      | maua  | matou |
| 1 инкл.    | au      | taua  | tatou |
| 2          | koe     | korua | kotou |
| 3          | koia/na | raua  | na    |

Местоимения склоняются аналогично именам собственным.

### Глагол
Глагол может иметь до трех форм: обычная (для ед. и дв.ч.), редуплицированная (тоже ед. и дв.ч., но действие продолжительное или повторяющееся) и с редупликацией первого слога (для мн.ч.).
Например, apai - apai apai - aapai.
Дальше вы можете видеть таблицу времен для второго лица для глагола viki, бежать.
| Время или залог\число | Ед.             | Дв.               | Мн.                 |
| Настоящее             | en viki ana koe | en viki ana korua | en viviki ana kotou |
| Завершенное           | ku viki koe     | ku viki korua     | ku viviki kotou     |
| Будущее               | ka viki ai koe  | ka viki ai korua  | ka viviki ai kotou  |
| Будущее завершенное   | i viki ai koe   | i viki ai korua   | i viviki ai kotou   |
| Повелительное накл.   | ka viki koe     | ka viki korua     | ka viviki kotou     |

Глагол следующий за существительным выступает для него в роли определения (i.e. причастия): 
е tagata ere
INDF.ART man walk
'шагающий мужчина'
Также глагол можно субстантивировать с помощью -ga. Если поставить его в дательный падеж с определенным артиклем, получится герундиальная конструкция (= нашему деепричастию). Например, i te erega - по дороге, идя.
Прямые и непрямые дополнения выражаются одинаково, посредством предлога винительного падежа ki. Глаголы восприятия в свою очередь суть исключением, управляя родительным падежом (предлог "no").

## Список сокращений
- ACC - винительный падеж
- ALL - падеж приближения
- ART - артикль
- DEM - указательное местоимение
- IMP - повелительное наклонение
- INDF - неопределенный (артикль)
- PERF - совершенное время
- Дв. - двойственное число
- Ед. - единственное число
- Инкл. - инклюзив
- Л. - лицо
- Мн. - множественное число
- Накл. - наклонение
- Экскл. - эксклюзив

## Список использованной литературы
- Essai de Grammaire de la Langue des Iles Gambier ou Mangaréva / les Missionaires catholiques de cet Archipel, membres de la Congrégation des Sacrés-Cœur de Picpus // Braine-le-Comte Imprimerie Zech et Fils, 1908. - p. 216.
- Manuireva, E. (2014). Mangarevan - A Shifting Language. A thesis submitted to Auckland University of Technology in fulfilment of the requirements for the degree of Master of Philosophy (MPhil) (137 p.). Auckland, New Zealand.